# Palle (drengenavn)
Palle er et drengenavn.
7915 danskere hedder Palle ifølge Danmarks Statistik.

## Kendte personer med navnet
- Palle Holgersen, dansk sportsjournalist og musiker.
- Palle Huld, dansk skuespiller.
- Palle Kjærulff-Schmidt, dansk filminstruktør.
- Palle Lauring, dansk forfatter og historieformidler.
- Palle Lykke Jensen, dansk cykelrytter.
- Palle Mikkelborg, dansk jazz-trompetist.
- Palle Aarslev, medarbejder ved Danmarks Radio.
- Palle Sørensen, firedobbelt politimorder.

## Kendte personer med navnet som efternavn
- Henrik Palle, dansk journalist.
- Mogens Palle, dansk boksepromotor og manager.

## Navnet i fiktion
- Palle alene i Verden, dansk børnebog.

## Reference
1. ↑  Danmarks Statistiks navneoversigt